# Prêmio Multishow de Música Brasileira para Hip Hop do Ano
Prêmio Multishow de Música Brasileira para Hip Hop do Ano é um prêmio dado anualmente no Prêmio Multishow de Música Brasileira, uma cerimônia que foi estabelecida em 1994 e originalmente chamada de Prêmio TVZ. A Categoria Hip Hop do Ano foi criada em 2023 como parte de uma reformulação nas normas da Academia do Prêmio Multishow. Anteriormente, o prêmio de Música do Ano englobava diversos ritmos musicais em uma única categoria. No entanto, a partir de 2023, essa categoria foi ramificada, dando origem a 11 novas categorias, cada uma dedicada a um estilo musical específico, incluindo o Hip Hop.
Essa mudança visou reconhecer a diversidade de gêneros presentes na música brasileira e dar maior espaço a estilos populares, que tem uma presença significativa no cenário musical do país. A Categoria Hip Hop do Ano destaca as músicas de maior impacto dentro do gênero, premiando artistas que contribuem para a evolução e popularidade dos gêneros no Brasil.

## Vencedores e indicados
| Ano  | Vencedor(a)                                        | Indicados | Ref.  |
| ---- | -------------------------------------------------- | --- | ----- |
| 2023 | "Penumbra" – Djonga, Sarah Guedes e Rapaz do Dread | - "Ballena" – Vulgo FK, MC PH, Veigh e Pedro Lotto - "Conexões de Máfia" – Matuê e Rich the Kid - "Coração de Gelo" – Wiu - "Melhor Só" – KayBlack, Baco Exu do Blues e Marquinho no Beat - "Novo Balanço" – Veigh, Bvga Beatz e Prod Malax | [ 8 ] |